# Les Loges (Calvados)
Les Loges é uma comuna francesa na região administrativa da Normandia, no departamento Calvados. Estende-se por uma área de 4,46 km². Em 2010 a comuna tinha 142 habitantes (densidade: 31,8 hab./km²).